# 斯廷坎普斯山
25°12′34″S 30°9′55″E / 25.20944°S 30.16528°E

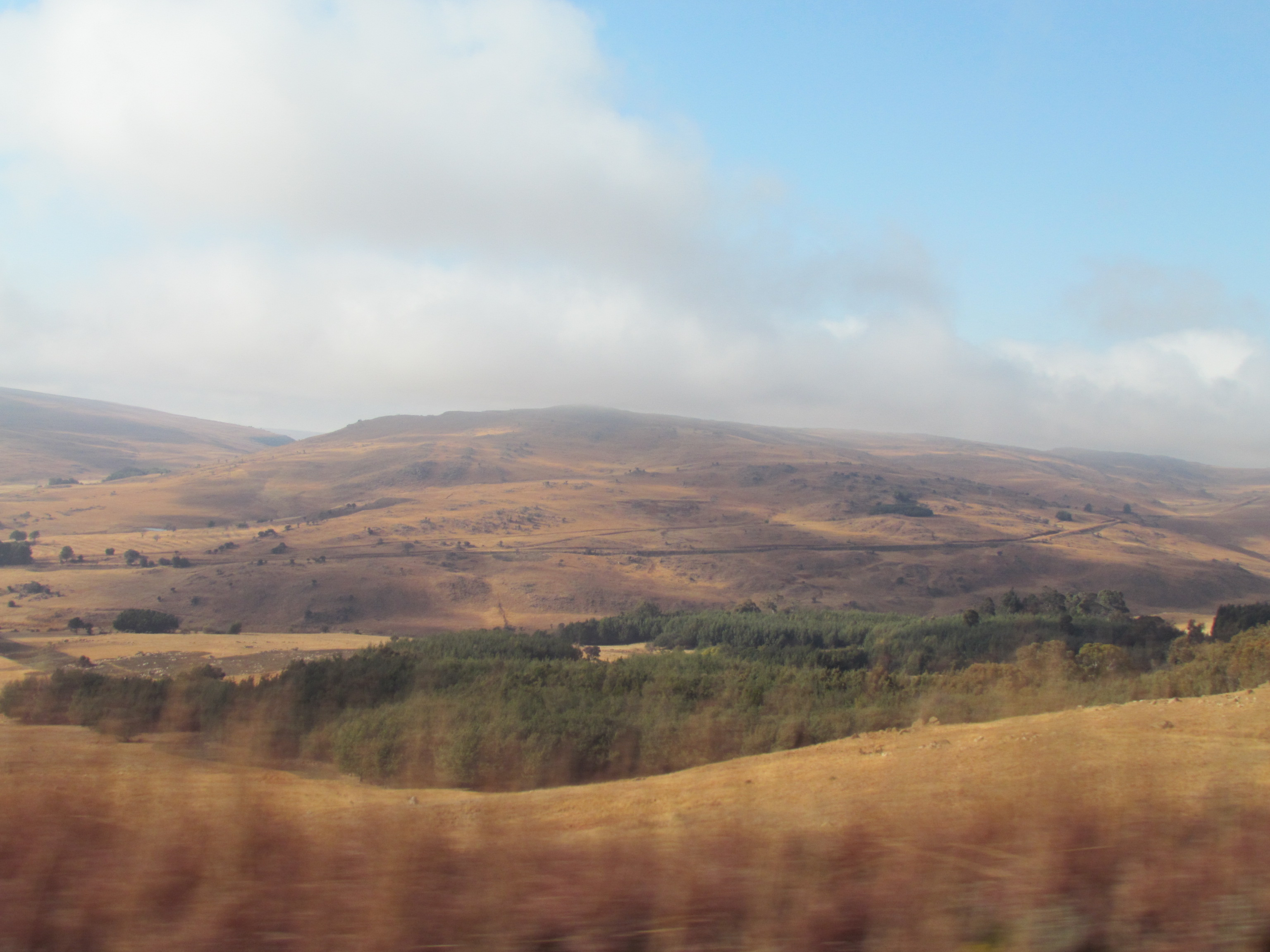

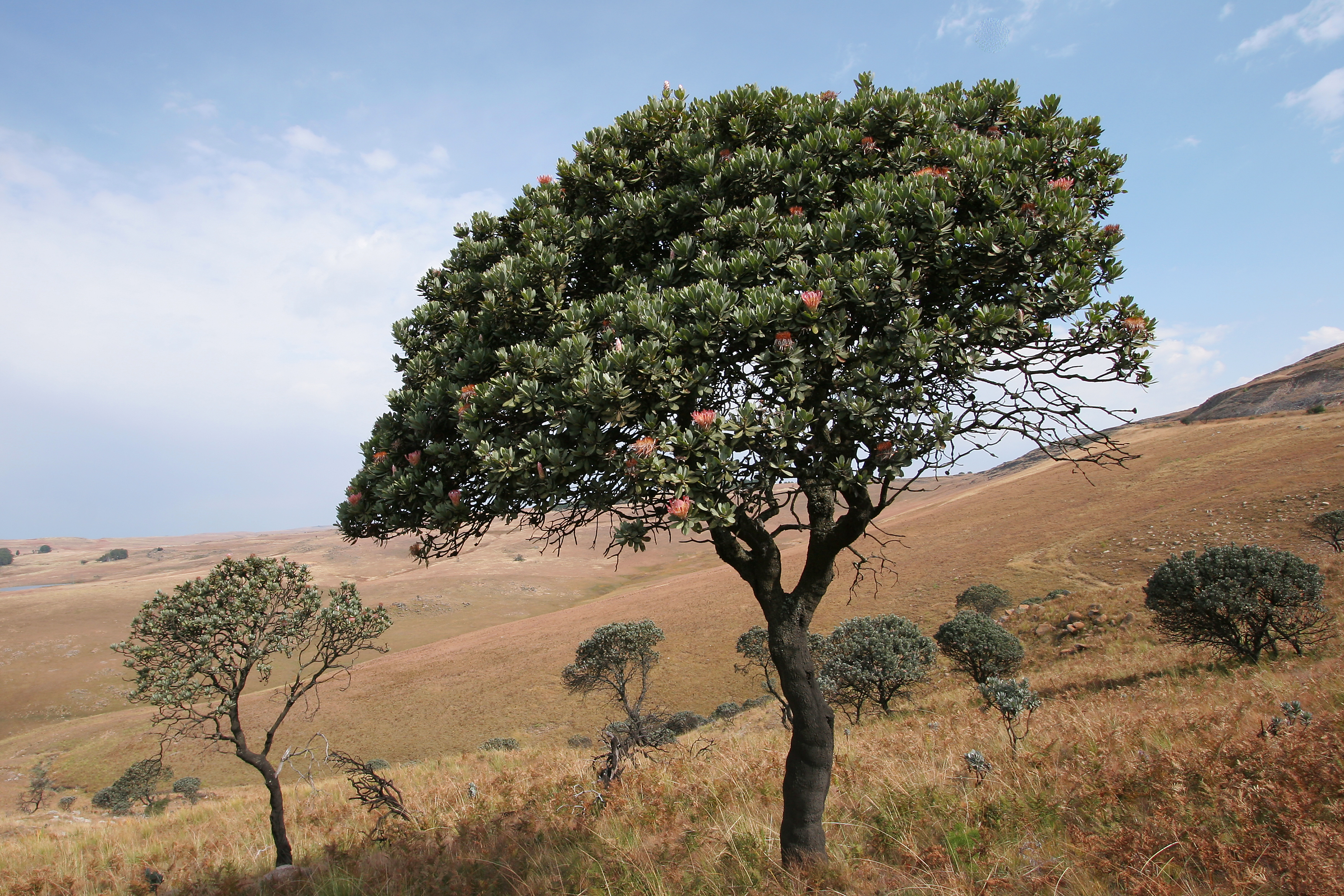

斯廷坎普斯山是南非的山脈，位於該國東北部姆普馬蘭加省，處於首都比勒陀利亞以東210公里，長170公里、寬80公里，最高點海拔高度2,332米。